# 소식 (북송)
소식(蘇軾, 1037년 1월 8일 ~ 1101년 8월 24일(음력 7월 28일))은 중국 북송 시대 시인이자 문장가, 학자, 정치가다.

## 주요 이력
자(字)는 자첨(子瞻)이고 호는 동파거사(東坡居士)였다. 스스로 동파거사라고 칭했고 흔히 소동파(蘇東坡)라고 부른다. 현 쓰촨성 미산(眉山)현에서 태어났다. 시(詩)，사(詞)，부(賦)，산문(散文) 등 모두에 능해 당송팔대가 한 사람으로 손꼽혔다.
소동파는 송시 성격을 확립하는 데 중추적인 역할을 한 대시인이었을 뿐만 아니라 대문장가였고 중국문학사상 처음으로 호방사(豪放詞)를 개척한 호방파 대표 사인(詞人)이었다. 그는 또 북송사대가로 손꼽히는 유명 서예가이기도 했고 문호주죽파(文湖州竹派) 주요 구성원으로서 중국 문인화풍을 확립한 뛰어난 화가이기도 했다. 한마디로 말해서 그는 타의 추종을 불허한 천재 예술가이자 못 하는 것이 없었던 팔방미인으로서 그가 세상을 떠난 지 천 년이 다 돼 가는 지금까지도 유례를 찾아볼 수 없는 중국문예사상 가장 걸출한 인물이었다.

## 생애
송나라 때 저명한 문인 가문에서 태어났다. 그의 아버지는 당송팔대가(唐宋八大家)의 한 사람인 소순(蘇洵)이었고, 그 아우도 소철(蘇轍)로 유명한 문인이다. 이 세 부자를 사람들은 삼소(三蘇)라고 불렀는데, 모두 당송팔대가로 손꼽혔다.
당송팔대가의 하나인 구양수 문하에서 배웠으며, 22세에 과거에 급제해 일찌감치 문재를 알렸다. 당시 북송(北宋)은 왕안석 등이 주창한 신법을 둘러싸고 당쟁이 확산될 시기였는데, 소동파는 신법에 반대하는 입장이었고(이를 구법당이라 하며, 구법당의 영수는 '자치통감'의 저자인 사마광이었다), 이로 인해 정치적인 부침을 거듭했다. 1079년에는 황주(호북성)로 유배를 갔지만 낙천적인 성격으로 6년간의 유배 생활을 무사히 끝냈다. 이후 승진을 거듭하여 한림학사의 지위에 올랐다. 그러나 1094년 다시 신법당이 득세하면서 혜주(광동성)로 유배되었고 3년 후인 1097년 중국 최남단인 해남도까지 귀양을 갔다. 당시 해남도는 주민 대부분이 소수민족인 여족으로 이루어진 미개척 섬이었고 소동파는 셋째아들 소과만을 데리고 갔다. 해남도에서도 소동파는 뛰어난 적응력을 발휘해 주민들의 인망을 얻었고 중앙의 명을 받고 살던 집에서 쫓겨났을 때에도 해남도 사람들의 도움으로 오두막을 지어 살 수 있었다. 이후 신법당을 지지했던 철종이 죽고 복권되었으나, 귀양길에서 돌아오는 도중 남경에서 66세를 일기로 사망했다. 두 번 결혼하여 슬하에 네 아들을 두었다.
항저우, 밀주, 서주, 호주 등에서 벼슬을 지냈다.

## 작품
시문집으로는 동파칠집(東坡七集)이 있고, 수필집으로는
- 答謝民師論文帖
- 祭黃幾道文
- 전적벽부(前赤壁賦)
- 黃州寒食詩帖
- 題西林壁
- 飲湖上初晴後雨

그림으로는 아래와 같은 것들이 있다.
- 행목괴석도(枯木怪石圖)
- 죽석도(竹石圖)

저술로는 주역을 해설한 동파역전이 있다.

## 사상
소동파의 회화론에서 다음과 같은 말이 있다. '대나무를 그릴 때는 먼저 네 마음 속에 대나무가 있어야 한다.' 이는 각 개인마다 지닌 대나무를 먼저 들여다봐야한다는 뜻으로 소동파가 생각하는 회화론의 특징에 대해 알 수 있는 부분이다.
소동파는 기본적으로 유교사상에 뿌리를 둔 현실참여주의자로서 나라를 걱정하고 백성을 구제해야 한다는 지식인으로서의 사명감이 매우 투철했다. 게다가 그는 워낙 다정다감한 성격의 소유자였기 때문에 백성에 대한 연민의 정뿐만 아니라 가족이나 친구에 대한 인간적 애정과 관심도 유난히 깊었다.
그러나 그는 한편으로 불교사상과 도교사상에서 비롯된 현실도피적 사고방식도 동시에 지니고 있었기 때문에 물질세계의 허무성과 무가치성을 간파하고 물질세계 바깥에서 노닐려는 초월적 인생관도 지니고 있었으며, 그 결과로 자연을 매우 사랑했고 나아가 그 자신이 자연으로 돌아가 자연의 일부가 되기를 원했다. 그리고 이처럼 세속적인 가치에 대하여 초연할 수 있었기에 그는 온갖 정치적 핍박 속에서 자신의 출중한 능력을 제대로 발휘해 보기는커녕 일생의 대부분을 유배 생활과 지방관 생활로 보냈음에도 불구하고 항상 긍정적인 태도로 삶에 임할 수 있었다.

## 영향

### 시
소동파의 시는 송(宋)나라 때부터 중국은 물론 고려나 요(遼)나라 같은 이웃 나라에까지도 널리 알려져 있었던 만큼 독자의 수요에 부응하여 그의 시집 역시 송나라 때부터 시작하여 줄곧 간행되어 왔으며, 이 가운데는 지금까지 남아 있는 것도 아주 많다.
소동파(蘇東坡, 1036~1101)가 우리 문단에 끼친 영향은 실로 지대했다. 그러기에 이규보(李奎報, 1168~1241)는 “세상의 학자들이 처음에는 과거시험에 필요한 문체를 익히느라 풍월을 일삼을 겨를이 없다가 과거에 급제하고 나서 시 짓는 법을 배우기 시작하면 소동파 시 읽기를 무척이나 좋아하기 때문에 매년 과거의 방이 나붙은 뒤에 사람마다 금년에 또 서른 명의 소동파가 나왔다고 여긴다”라고 했고, 김종직(金宗直, 1431~1492)은 “신라 말에서 고려 초까지는 오로지 만당(晩唐) 시만 익혔고 고려 중엽에는 오로지 소동파 시만 배웠다”라고 했다. 김부식(金富軾, 1075~1151)과 동생 김부철(金富轍)의 이름이 소동파(본명 軾)와 소철(蘇轍) 형제의 이름에서 유래했다는 사실은 소동파에 대한 우리 문인들의 추앙심을 보여주는 단적인 예라고 하겠다. 이렇듯 우리의 선조들은 소동파 시의 영향을 많이 받았다.

### 음식
- 동파육(東坡肉)

여가가 날 때마다 소동파는 틈틈이 돼지고기를 쪄서 먹곤 했다고 전해진다. 요리를 하던 중에 오랜 친구가 그를 방문해서 바둑을 두곤 했다. 소동파는 바둑에 열중해서 타는 냄새가 나도록 고기를 까맣게 잊고 있었는데, 이렇게 내 놓은 것이 바로 동파육(東坡肉)이라고 하여 푸구이지(叫花鷄)와 함께 항저우의 유명한 음식이 되었다.

### 족보
오늘날까지 동양에서 이어지는 족보의 원형은 소순(蘇洵; 부)·소식(蘇軾)·소철(蘇轍; 제)이 정리한 보첩에서 비롯하였다.

## 전기 자료
- 『송사』 권338, 「열전」97, 소식

## 같이 보기
- 중국 문학
- 심괄
- 도연명
- 린위탕
- 조지프 니덤
- 네이선 시빈